# Zdraviliški turizem
Zdraviliški turizem je skupek odnosov in pojavov v povezavi z bivanjem in potovanjem oseb v zdraviliški kraj in  nazaj  z namenom  oddiha. Podrobneje   razdelimo  zdraviliški turizem na kurativni, rehabilitacijski in preventivni, lahko pa je sestavni del neke druge turistične ponudbe.
Zdraviliški turizem se pojavi na območjih, kjer je znanstveno dokazano, da ima lokalna termalna ali mineralna voda zdravilne oz. pozitivne učinke na zdravje.
Posebnost zdraviliškega turizma je dejstvo, da so  naravna  zdravilna sredstva  na  voljo vse leto v enakem  obsegu  in kakovosti.  Zato  lahko zdravilišča nastopajo na trgu celo leto in so v primerjavi z obalnim turizmom v privilegiranem položaju. Na  ta  način v  zdraviliščih  tudi ni  velikih  sezonskih nihanj,  ampak  je ponudba  na voljo celo leto, zaradi česar so tudi turistične zmogljivosti izkoriščene v visokem obsegu.

## Zdraviliški turizem v Evropi
Zdraviliški turizem se v Evropi pojavlja že iz časa Rimljanov, ki so bili eni izmed prvih narodov na evropskih tleh.
Ta vrsta turizma ima v Evropi velika nihanja. Ponekod, kot na primer v Veliki Britaniji priljubljenost pada, drugod pa sunkovito narašča. Tak primer je Nemčija. Leto zdravilišča obišče približno 1,7 milijona ljudi kar je 1 procent celotne turistične potrošnje.

## Zdraviliški turizem v Sloveniji
Zdraviliški turizem v Sloveniji predstavlja pomemben del turističnega sektorja, predvsem v obisku tujih gostov in starejše populacije. Pokriva približno 10 odstotkov vseh turističnih zmogljivosti (2017), ustvarja pa več kot tretjino nočitev (2016).
V Skupnost slovenskih naravnih zdravilišč jih je povezanih 13:
1. Terme Čatež,
2. Terme Dobrna,
3. Zdravilišča Dolenjske Toplice,
4. Thermana Laško,
5. Terme 3000 Moravske Toplice,
6. Terme Olimia Podčetrtek,
7. Terme Palace Portorož,
8. Terme Ptuj,
9. Terme Radenci,
10. Zdravilišče Rogaška,
11. Talaso Strunjan,
12. Zdravilišče Šmarješke Toplice,
13. Terme Zreče

## Sorodni tipi

### Zdravstveni turizem
Zdravstveni turizem za razliko od zdraviliškega temelji na potovanju posameznika v drug kraj ali državo, da lahko prejme specifično zdravljenje ali izboljša svoje zdravstveno stanje in telesno pripravljenost. Sam zdravstveni turizem lahko razdelimo v tri glavne skupine; zdraviliškemu, morje in klimatsko napravo. Zdraviliški turizem, pomeni, da gre za spa in uživajo različne zdravo in sproščujoče okolje in sproščujočih dejavnosti. Poleg tega zdravstveni turizem vključuje tudi mirno in tiho počitek in zdravo prehrano.  Marine in klimatsko zdravilišče turizem se razlikujejo v ponudbi vsebin. Marine zdravstveni turizem ima prednost v smislu zdravja, ker nekateri, ki sprošča kot misel na morje, vonj po soli v zraku, zdravilnih morskih rastlin, čistega zraka v morskih območij, in sama prehrana.

### Wellness turizem
Wellnes turizem sicer spominja na zdraviliškega, vendar ga definiramo kot vsako potovanje posameznika z namenom vzdrževanja ali izboljševanja osebnega počutja, brez potovanja v zdraviliški kraj.Temelji na stvareh kot so različne vrste masaž, savn in kopelih.
Večina zdravilišč po svetu kot tudi v Sloveniji ima ob zdraviliškem turizmu razvit tudi zdravstveni in wellnes turizem.